# Кастань, Тимоти
Тимоти́ Каста́нь (фр. Timothy Castagne; род. 5 декабря 1995[…], Арлон, Валлония) — бельгийский футболист, защитник клуба «Фулхэм» и сборной Бельгии. Участник двух чемпионатов Европы (2020 и 2024) и чемпионата мира 2022.

## Клубная карьера
Кастань — воспитанник клуба «Генк». В 2013 году он был включён в заявку основной команды. 14 сентября 2014 года в матче против «Брюгге» он дебютировал в Жюпиле лиге. 2 мая 2015 года в поединке против «Васланд-Беверен» Тимоти забил свой первый гол за «Генк». 16 февраля 2017 года в матче Лиги Европы против румынской «Астры» он забил гол.
Летом 2017 года Кастань перешёл в итальянскую «Аталанту», подписав контракт на три года с возможностью продления ещё на сезон. Сумма трансфера составила 4 млн евро. 10 сентября в матче против «Сассуоло» он дебютировал в итальянской Серии A. 27 августа 2018 года в поединке против «Ромы» Тимоти забил свой первый гол за «Аталанту».
В 2020 году Кастань перешёл в английский «Лестер Сити», подписав контракт на 5 лет. Сумма трансфера составила 23 млн. евро (24 млн. по данным портала Transfermarkt — текущая стоимость на момент перехода составляла, по данным того же портала, 18 млн. евро). 13 сентября в матче против «Вест Бромвич Альбион» он дебютировал в английской Премьер-лиге. В этом же поединке Тимоти забил свой первый гол за «Лестер Сити». Летом 2023 года Кастань перешёл в «Фулхэм», подписав контракт на четыре года. Сумма трансфера составила 15 млн. евро. 2 сентября в матче против «Манчестер Сити» он дебютировал за новую команду. 21 апреля 2024 года в поединке против «Ливерпуля» Тимоти забил свой первый гол за «Фулхэм».

## Международная карьера
7 сентября 2018 года в товарищеском матче против сборной Шотландии Кастань дебютировал за сборную Бельгии. 8 июня 2019 года в отборочном матче Чемпионата Европы 2020 против сборной Казахстана он забил свой первый гол за национальную команду.
В 2021 году Кастарь принял участие в чемпионате Европы 2020. На турнире он сыграл в матче против команды России.
10 ноября 2022 года Кастань был включён в официальную заявку для участия в матчах чемпионата мира 2022 года в Катаре. На турнире он сыграл в матчах против сборных Канады, Марокко и Хорватии.

### Голы за сборную Бельгии
| № | Дата            | Место                                     | Противник  | Счёт | Результат | Соревнование                         |
| - | --------------- | ----------------------------------------- | ---------- | ---- | --------- | ------------------------------------ |
| 1 | 8 июня 2019     | Стадион короля Бодуэна, Брюссель, Бельгия | Казахстан  | 2:0  | 3:0       | Чемпионат Европы 2020 (квалификация) |
| 2 | 10 октября 2019 | Стадион короля Бодуэна, Брюссель, Бельгия | Сан-Марино | 9:0  | 9:0       | Чемпионат Европы 2020 (квалификация) |

## Достижения
Клубные
 «Лестер Сити»
- Обладатель Кубка Англии: 2020/21

## Статистика

### Клубная статистика
| Клуб             | Сезон            | Лига             | Чемпионат | Чемпионат | Кубок Лиги | Кубок Лиги | Еврокубок | Еврокубок | Другие | Другие | Всего | Всего |
| Клуб             | Сезон            | Лига             | Игры      | Голы      | Игры       | Голы       | Игры      | Голы      | Игры   | Голы   | Игры  | Голы  |
| ---------------- | ---------------- | ---------------- | --------- | --------- | ---------- | ---------- | --------- | --------- | ------ | ------ | ----- | ----- |
| Генк             | 2014–15          | Pro League       | 21        | 0         | 1          | 0          | –         | –         | 6      | 1      | 28    | 1     |
| Генк             | 2015–16          | Pro League       | 14        | 0         | 1          | 0          | –         | –         | 7      | 0      | 22    | 0     |
| Генк             | 2016–17          | Pro League       | 24        | 0         | 5          | 0          | 12        | 2         | 8      | 0      | 49    | 2     |
| Генк             | Всего            | Всего            | 59        | 0         | 7          | 0          | 12        | 2         | 21     | 1      | 99    | 3     |
| Аталанта         | 2017–18          | Serie A          | 20        | 0         | 3          | 1          | 3         | 0         | –      | –      | 26    | 1     |
| Аталанта         | 2018–19          | Serie A          | 28        | 4         | 5          | 1          | 4         | 0         | –      | –      | 37    | 5     |
| Аталанта         | 2019–20          | Serie A          | 27        | 1         | 0          | 0          | 6         | 1         | –      | –      | 33    | 2     |
| Аталанта         | Всего            | Всего            | 75        | 5         | 8          | 2          | 13        | 1         | –      | –      | 96    | 8     |
| Лестер Сити      | 2020–21          | Premier League   | 4         | 1         | 0          | 0          | 0         | 0         | 0      | 0      | 4     | 1     |
| Всего за карьеру | Всего за карьеру | Всего за карьеру | 138       | 6         | 15         | 2          | 25        | 3         | 21     | 1      | 199   | 12    |

### Статистика игр за сборную
| Сборная | Год   | Игры | Голы |
| ------- | ----- | ---- | ---- |
| Бельгия | 2018  | 2    | 0    |
| Бельгия | 2019  | 5    | 2    |
| Бельгия | 2020  | 4    | 0    |
| Всего   | Всего | 11   | 2    |